# Paardensport op de Olympische Zomerspelen 2016 – Eventing (team)
De team eventing op de Olympische Zomerspelen 2016 vond plaats van zaterdag 6 tot en met dinsdag 9 augustus 2016, parallel aan de individuele wedstrijd. Regerend olympisch kampioen was het Duitse team. De wedstrijd was in feite dezelfde wedstrijd als de inviduele eventing, met de drie onderdelen dressuur, cross-country en een springconcours, die allemaal op hetzelfde paard werden afgewerkt. Wanneer een ruiter voortijdig afhaakte door eliminatie of afmelding kreeg deze duizend strafpunten. De scores van de drie beste ruiters per land werden na het eerste springconcours bij elkaar opgeteld; de laagste totaalscore won.

## Resultaten
| rang   | land             | resultaten             | resultaten            | resultaten | ts      |
| rang   | land             | r                      | p                     | s          | ts      |
| ------ | ---------------- | ---------------------- | --------------------- | ---------- | ------- |
| Goud   | Frankrijk        | Karim Laghouag         | Entebbe               | 94,80      | 169,00  |
| Goud   | Frankrijk        | Thibaut Vallette       | Qing du Briot         | 65,40      | 169,00  |
| Goud   | Frankrijk        | Mathieu Lemoine        | Bart L                | 61,60      | 169,00  |
| Goud   | Frankrijk        | Astier Nicolas         | Piaf de B'Neville     | 42,00      | 169,00  |
| Zilver | Duitsland        | Julia Krajewski        | Samourai du Thot      | 1000,00    | 172,80  |
| Zilver | Duitsland        | Sandra Auffarth        | Opgun Louvo           | 66,40      | 172,80  |
| Zilver | Duitsland        | Ingrid Klimke          | Hale-Bob Old          | 65,50      | 172,80  |
| Zilver | Duitsland        | Michael Jung           | Sam                   | 40,90      | 172,80  |
| Brons  | Australië        | Shane Rose             | CP Qualified          | 1000,00    | 175,30  |
| Brons  | Australië        | Stuart Tinney          | Pluto Mio             | 76,60      | 175,30  |
| Brons  | Australië        | Sam Griffiths          | Paulank Brockagh      | 53,10      | 175,30  |
| Brons  | Australië        | Christopher Burton     | Santano II            | 45,60      | 175,30  |
| 4.     | Nieuw-Zeeland    | Tim Price              | Ringwood Sky Boy      | 1000,00    | 178,80  |
| 4.     | Nieuw-Zeeland    | Jonelle Price          | Faerie Dianimo        | 65,50      | 178,80  |
| 4.     | Nieuw-Zeeland    | Clarke Johnstone       | Balmoral Sensation    | 51,30      | 178,80  |
| 4.     | Nieuw-Zeeland    | Mark Todd              | Leonidas II           | 62,00      | 178,80  |
| 5.     | Groot-Brittannië | Gemma Tattersall       | Quicklook V           | 140,80     | 252,10  |
| 5.     | Groot-Brittannië | Kitty King             | Ceylor                | 100,40     | 252,10  |
| 5.     | Groot-Brittannië | Pippa Funnell          | Billy the Biz         | 84,30      | 252,10  |
| 5.     | Groot-Brittannië | William Fox-Pitt       | Chilli Morning        | 67,40      | 252,10  |
| 6.     | Nederland        | Theo van de Vendel     | Zindane               | 1000,00    | 252,60  |
| 6.     | Nederland        | Alice Naber-Lozeman    | Peter Parker          | 102,20     | 252,60  |
| 6.     | Nederland        | Tim Lips               | Bayro                 | 82,00      | 252,60  |
| 6.     | Nederland        | Merel Blom             | Rumour Has It         | 68,40      | 252,60  |
| 7.     | Brazilië         | Ruy Fonseca            | Tom Bombadill Too     | 1000,00    | 280,90  |
| 7.     | Brazilië         | Marcio Appel           | Iberon Jmen           | 137,60     | 280,90  |
| 7.     | Brazilië         | Márcio Jorge           | Lissy Mac Wayer       | 80,00      | 280,90  |
| 7.     | Brazilië         | Carlos Parro           | Summon up Blood       | 63,30      | 280,90  |
| 8.     | Ierland          | Padraig McCarthy       | Simon Porloe          | 1000,00    | 286,40  |
| 8.     | Ierland          | Clare Abbott           | Euro Prince           | 112,60     | 286,40  |
| 8.     | Ierland          | Mark Kyle              | Jemilla               | 109,20     | 286,40  |
| 8.     | Ierland          | Jonty Evans            | Cooley Rorkes Drift   | 64,60      | 286,40  |
| 9.     | Italië           | Stefano Brecciaroli    | Apollo                | 1000,00    | 330,00  |
| 9.     | Italië           | Luca Roman             | Castlewoods Jake      | 138,40     | 330,00  |
| 9.     | Italië           | Arianna Schivo         | Quefira de l'Ormeau   | 109,40     | 330,00  |
| 9.     | Italië           | Pietro Roman           | Barraduff             | 82,20      | 330,00  |
| 10.    | Canada           | Kathryn Robinson       | Let It Bee            | 1000,00    | 339,10  |
| 10.    | Canada           | Colleen Loach          | Qorry Blue d'Argouges | 145,70     | 339,10  |
| 10.    | Canada           | Jessica Phoenix        | A Little Romance      | 131,60     | 339,10  |
| 10.    | Canada           | Rebecca Howard         | Riddle Master         | 61,80      | 339,10  |
| 11.    | Zweden           | Frida Andersen         | Herta                 | 102,00     | 364,50  |
| 11.    | Zweden           | Linda Algotsson        | Fairnet               | 164,50     | 364,50  |
| 11.    | Zweden           | Sara Algotsson Ostholt | Reality 39            | 112,60     | 364,50  |
| 11.    | Zweden           | Ludwig Svennerstal     | Aspe                  | 87,40      | 364,50  |
| 12.    | Verenigde Staten | Clark Montgomery       | Loughan Glen          | 1046,60    | 1106,70 |
| 12.    | Verenigde Staten | Lauren Kieffer         | Veronica              | 1000,00    | 1106,70 |
| 12.    | Verenigde Staten | Boyd Martin            | Blackfoot Mystery     | 58,90      | 1106,70 |
| 12.    | Verenigde Staten | Phillip Dutton         | Mighty Nice           | 47,80      | 1106,70 |
| 13.    | Rusland          | Andrej Mitin           | Gurza                 | 1000,00    | 3000,00 |
| 13.    | Rusland          | Aleksandr Markov       | Kurfurstin            | 1000,00    | 3000,00 |
| 13.    | Rusland          | Evgenija Ovtsjinnikova | Orion                 | 1000,00    | 3000,00 |